# Nico Hülkenberg
Nicolas "Nico" Hülkenberg (phát âm tiếng Đức: [ˈniːko ˈhʏlkənbɛɐ̯k], sinh ngày 19 tháng 8 năm 1987 tại Emmerich am Rhein) là một tay đua người Đức.
Anh là nhà vô địch giải đua GP2 Series vào năm 2009 và bắt đầu sự nghiệp Công thức 1 của mình vào năm 2010 với Williams. Trong suốt mùa giải đầu tiên Công thức 1 của mình, anh đã giành được vị trí pole đầu tiên cho Williams sau hơn 5 năm nhưng không được giữ lại cho năm 2011. Sau đó, anh gia nhập Force India với tư cách là tay đua lái thử và dự bị. Vào năm 2012, anh được thăng hạng lên vị trí tay đua chính thức với đội. Năm 2013, anh đua cho Sauber với tay đua người Mexico Esteban Gutiérrez. Sau đó, anh trở lại Force India vào năm 2014 cho đến năm 2016. Năm 2015, anh giành chiến thắng trong giải đua Le Mans 24h. Sau khi mùa giải 2016 kết thúc, anh thi đấu cho Renault từ năm 2017 đến năm 2019 và sau năm 2019, hợp đồng của anh với Renault không được gia hạn cho năm 2020. Tuy nhiên, anh quay trở lại Công thức 1 với Racing Point sau khi Sergio Pérez và Lance Stroll phải nghỉ thi đấu do nhiễm COVID-19. Vào năm 2022, anh tiếp quản chỗ đua của Sebastian Vettel do Vettel nhiễm COVID-19 tại Aston Martin. Vào mùa giải 2023, anh sẽ đua với Haas F1 với tư cách là tay đua chính.

## Sự nghiệp

### Sự nghiệp Công thức 1 (2010-)

#### 2010: Bắt đầu sự nghiệp Công thức 1 với Williams
Vào năm 2010, Nico Hülkenberg đua cho Williams cùng với tay đua giàu kinh nghiệm người Brazil Rubens Barrichello. Anh có một khởi đầu khó khăn mặc dù xuất phát từ vị trí thứ năm ở Malaysia sau khi chỉ về đích ở vị trí thứ mười. Thế nhưng, anh bắt đầu tiến bộ và thường xuyên lọt vào top 10. Tại giải đua ô tô Công thức 1 Hungary, anh đạt được kết quả tốt nhất trong mùa giải này sau khi về đích ở vị trí thứ sáu.
Tại giải đua ô tô Công thức 1 Brazil ở trường đua José Carlos Pace, anh giành được vị trí pole đầu tiên trong sự nghiệp Công thức 1 của mình nhưng trong cuộc đua, anh chỉ về đích ở vị trí thứ tám. Ngày hôm sau, Williams thông báo rằng hợp đồng của anh sẽ không được gia hạn cho năm sau.
Hülkenberg kết thúc mùa giải đầu tiên của mình ở Công thức 1 ở vị trí thứ 14 với 22 điểm.

#### Force India (2011-2012)

##### 2011: Gia nhập với tư cách là tay đua lái thử và dự bị
Vào ngày 26 tháng 1 năm 2011, Hülkenberg gia nhập Force India với tư cách là tay đua dự bị cho mùa giải 2011 và tham gia vào các buổi tập vào thứ Sáu. Anh thay thế Paul di Resta do di Resta được thăng chức lên vị trí tay đua chính thức. Trong mùa giải này, Hülkenberg tham gia trong các buổi tập đầu tiên của tất cả các cuộc đua ngoại trừ Monaco, Hungary, Hàn Quốc, Ấn Độ và Abu Dhabi.

##### 2012: Quay trở lại với tư cách là tay đua chính
Vào ngày 16 tháng 12 năm 2011, Force India thông báo rằng di Resta và Hülkenberg sẽ là tay đua chính của đội cho mùa giải 2012. Hülkenberg vượt qua vòng phân hạng ở vị trí thứ chín tại giải đua ô tô Công thức 1 Úc nhưng cuộc đua của anh kết thúc ngay ở vòng đua thứ 2 sau khi va chạm ở góc cua đầu tiên. Ngay tại chặng đua tiếp theo ở Malaysia, anh đã lấy được điểm đầu tiên cho Force India sau khi về đích ở vị trí thứ chín. Tại giải đua ô tô Công thức 1 Bỉ, anh giành được kết quả tốt nhất trong sự nghiệp Công thức 1 của mình với vị trí thứ tư. Trong cuộc đua, anh đang ở vị trí thứ 2 trong cuộc đua sau khi bị Kimi Räikkönen và Sebastian Vettel vượt qua.
Trong chặng đua cuối cùng của mùa giải ở Brazil, Hülkenberg đã vượt qua vòng phân hạng ở vị trí thứ 7 nhưng được thăng lên vị trí thứ 6 sau khi Pastor Maldonado bị tụt mười vị trí. 19 vòng đua sau đó, Hülkenberg vượt qua Jenson Button để dẫn đầu cho đến vòng đua thứ 55 sau khi va chạm với Lewis Hamilton vì đuôi xe bị trượt ra ngoài khi cố gắng vượt qua Hamilton ở góc cua số 1. Cuộc va chạm này khiến Hamilton phải bỏ cuộc trong cuộc đua cuối cùng của mình với McLaren. Sau khi bị phạt do gây ra vụ va chạm này, Hülkenberg về đích ở vị trí năm và bỏ lỡ cơ hội lên bục vinh quang và đồng thời giành chiến thắng lần đầu tiên.
Sau khi mùa giải 2012 kết thúc, anh đứng ở vị trí thứ 11 trong bảng xếp hạng các tay đua với 63 điểm.